# Aleksandar Jovanović (calciatore 1984)
Aleksandar Jovanović (Sarajevo, 26 ottobre 1984) è un ex calciatore bosniaco, di ruolo centrocampista.

## Carriera
Ha giocato con l'FK Leotar dove ha iniziato a giocare come senior. Nel 2005 si è trasferito in Serbia dove ha firmato con il club di SuperLiga FK Hajduk Kula dove ha giocato fino al 2011. In vista della stagione 2019/20, Jovanović si è unito allo Szeged 2011.